# David Ferrère
Pour les articles homonymes, voir Ferrère (homonymie).
David Ferrère est un footballeur français né le 30 mai 1974 à Saint-Denis de La Réunion. Il est milieu de terrain. Il s'est reconverti entraîneur et entraîne actuellement le club de la Jeanne d'arc du Port.

## Biographie
Il a commencé à l'Entente Sannois-Saint-Gratien de 6 à 14 ans.
David Ferrère joue 87 matchs en Ligue 2 avec l'AS Beauvais et 35 matchs en Ligue 2 sous les couleurs de Louhans-Cuiseaux.
Il dispute également 10 matchs en Scottish Premier League sous les couleurs de Motherwell FC (N°13). Il inscrit d'ailleurs un triplé (hat-trick) au sein de ce championnat.

## Carrière
- FC Franconville / Plessis-Bouchard,  France
- 1989 - 1990 : RC Paris,  France
- 1990 - 1999 : AS Beauvais,  France
- 1999 - 2001 : CS Louhans-Cuiseaux,  France
- 2001 - 2002 : Motherwell,  Écosse
- 2003 - 2005 : Entente Sannois Saint-Gratien,  France
- 2005 - 2006 : FC Dieppe,  France
- 2006 : SS Excelsior,  La Réunion
- 2007 : FC Avirons,  La Réunion[1]